# بيل راتن
رئيس المارشال الجوي السير ويليام جون راتن (بالإنجليزية: Sir William John Wratten)‏ (ولد في 15 أغسطس 1939) هو قائد كبير متقاعد في سلاح الجو الملكي الذي كان رئيس الأركان لقائد سلاح الجو الملكي البريطاني لقيادة الضربة من 1994 إلى 1997.

## المسيرة العسكرية
تلقى تعليمه في مدرسة شاثام هاوس النحوية في رامزيت ودرس في كلية سلاح الجو الملكي في كرانويل وعين في سلاح الجو الملكي في عام 1960. عين ضابط القيادة للسرب رقم 23 في عام 1975 وبعد ترقيته إلى قائد المجموعة أصبح قائد المحطة في قاعدة سلاح الجو الملكي في كونينغسبي في عام 1980. في يونيو 1982 كان أول قائد محطة في قاعدة سلاح الجو الملكي في ستانلي في جزر فوكلاند بعد حرب 1982. وشغل منصب مدير المتطلبات التشغيلية في وزارة الدفاع في عام 1983 وكبير موظفي الأركان الجوية في المجموعة رقم 1 في المقر في عام 1986 وقائد ضابط الطيران رقم 11 للمجموعة في عام 1989. بصفته نائبا للمارشال الجوي كان القائد الجوي للقوات البريطانية في الشرق الأوسط من 17 نوفمبر 1990 حتى نهاية حرب الخليج الثانية (على هذا النحو كان الضابط الأعلى للقوات الجوية في عملية غرانبي). كان آخر تعيين له هو ضابط القيادة الجوية في ضربة القيادة في عام 1994 قبل تقاعده في عام 1997.

## مجلس تحقيق تحطم مروحية تشينوك
في عام 1995 وفي أعقاب حادث تحطم مروحية من طراز شينوك على ممر كينتير كان راتن الموظف الأقدم لمراجعة الحسابات التابع لمجلس التحقيق الذي لم يجد سبب للحادث. على الرغم من عدم وجود مسجل بيانات الحوادث ومسجل صوت قمرة القيادة فقد خلص راتن إلى أنه بسبب اصطدام الطائرة بالأرض في تواجد الضباب فقد كان خطأ الطيار سبب الحادث ووجدت أن الطيارين مذنبين بسبب الإهمال الجسيم. عقب تحقيق اسكتلندي لاحق للحوادث المميتة وتقرير لجنة الحسابات العامة لمجلس العموم تم تعيين لجنة في مجلس اللوردات للنظر في جميع الظروف المحيطة في الحادث وخلص بالإجماع «أن ضباط الاستعراض لم يكن لهم ما يبرره في العثور على أن الإهمال من جانب من الطيارين تسببت في تحطم الطائرة».